# Mosambik
Mosambik [mozamˈbiːk, mozamˈbɪk] (portugiesisch Moçambique [mʊsɐ̃ˈbik]) ist ein Staat in Südostafrika.
Mosambik liegt am Indischen Ozean zwischen dem 10. und dem 27. südlichen Breitengrad. Der Staat grenzt an Tansania, Malawi, Sambia, Simbabwe, Südafrika und Eswatini. Die Straße von Mosambik trennt den Inselstaat Madagaskar vom afrikanischen Festland. Die Hauptstadt ist Maputo, weitere bedeutende Städte in Mosambik sind Matola, Beira und Nampula.
Am 25. Juni 1975 erlangte Mosambik die Unabhängigkeit von Portugal. Aufgrund eines darauf folgenden jahrelangen Bürgerkriegs ist es bis heute eines der ärmsten Länder der Welt. Seit dem 12. November 1995 ist Mosambik Mitglied des Commonwealth of Nations. Seit der Entdeckung großer Ölfelder vor der Küste der Provinz Cabo Delgado im Norden 2010/2011 hat das Land großes Potenzial zum wirtschaftlichen Aufschwung. Allerdings nahm in den letzten Jahren auch die Spaltung der vielzähligen Kulturen und Religionen im Land zu. Spätestens seit der Ausbreitung der islamistischen Terrororganisation IS seit 2015 (ebenfalls in der Provinz Cabo Delgado) droht der Staat Mosambik zu scheitern.

## Geographie

### Lage und Beschreibung
Entlang der 2800 km langen Küste befindet sich ein breites Küstentiefland. Es bedeckt den größten Teil des Südens, doch wird es von der Sambesimündung nach Norden hin schmaler. Hinter der Küste steigt das Land stufenförmig bis zum zirka 1000 m hohen Tafelland des Hochlands an. Der höchste Berg ist der Monte Binga in der Provinz Manica (an der Grenze zu Simbabwe) mit 2436 m.
Mit einer Landesfläche von 801.590 km² nimmt Mosambik den Weltrang 34 ein. 18 % der Landesfläche sind Wald- und Buschland, 4 % Ackerland, 55 % Wiesen und Weiden.
Die Ausdehnung des Landes beträgt in Nord-Süd-Richtung 2000 km, in der West-Ost-Richtung 50 bis 600 km. Die Küste am Indischen Ozean ist 2800 km lang.
Mosambik hat 4571 km Landesgrenzen, davon zu Tansania 756 km, zu Malawi 1569 km, zu Sambia 419 km, zu Simbabwe 1231 km, zu Südafrika 491 km und zu Eswatini 105 km.

### Klima
Savannenklima mit einer feuchten und einer trockenen Jahreszeit herrscht vor. In der Regenzeit, die von November bis April geht, fallen rund 80 % der Jahresniederschläge. Diese schwanken je nach Region zwischen 700 und 1500 mm pro Jahr. Während die Temperaturen während der Regenzeit schwül-heiß (tropisch) sind, ist die Trockenzeit vor allem durch deutlich kühlere Nächte gekennzeichnet. Das ganze Jahr liegen die Tagestemperaturen zwischen 25 und 30 °C, im Inland auch bis 35 °C. Die Nächte sind bei rund 15 bis 25 °C besonders an der Küste teilweise sehr schwül.
In einigen Jahren, etwa 2007/2008, kam es zu ungewöhnlich hohen Niederschlägen, die Todesopfer forderten und Ernten bedrohten. Insgesamt erfährt das Land eine hohe Klimavariabilität und häufige extreme Wetterereignisse (insbesondere Dürren, Überschwemmungen, tropische Zyklone). Dürren sind die häufigsten Katastrophen, treten etwa alle drei bis vier Jahre auf und erschweren massiv die Entwicklung des Landes. In Bezug auf die Folgen der globalen Erwärmung wird davon ausgegangen, dass Zyklone zwar weniger häufig auftreten könnten, aber sich ihre Intensität und damit die Niederschläge wahrscheinlich vergrößern. So waren im Jahr 2019 die Zyklone Idai und Kenneth ungewöhnlich intensiv und richteten schwere Schäden an. Diese Wetterereignisse können auch zu einer erhöhten Erosion im Küstenbereich führen. Da ein Großteil der Bevölkerung und insbesondere viele arme Menschen im ländlichen Raum vom Regenfeldbau leben, sind sie gegenüber Veränderungen der Niederschlagsmuster besonders anfällig.

### Gewässer
Die zahlreichen Flüsse des Landes fließen aus den Hochländern nach Osten in die Straße von Mosambik. Der größte Fluss ist der Sambesi (2574 km), der im Westen Mosambiks durch den Cahora Bassa-Damm aufgestaut wird. Weitere große Flüsse sind der Rovuma, der Grenzfluss zu Tansania, sowie Save und der Limpopo. Der Malawisee bildet einen Teil der Grenze mit Malawi; sein Abfluss ist der Shire, der in den Sambesi mündet. Zusammen mit dem Lurio machen die Einzugsgebiete dieser Flüsse über die Hälfte des Landes aus. Allerdings hat Mosambik auf Grund seiner Geographie nur einen vergleichsweise geringen Anteil an den Einzugsgebieten der internationalen Flüsse. Für die Trinkwassergewinnung und das Monitoring der Gewässersituation ist die nationale Wasserbehörde Direcção Nacional de Águas zuständig.

### Flora
Die vorherrschende Vegetation ist die Trockensavanne mit trockenem Grasland und einigen Trockenwäldern. Die Bäume in der Savanne werfen teilweise ihr Laub in der Trockenzeit ab und ergrünen im Laufe der Regenzeit. Typische Bäume der Trockensavanne sind Schirmakazien und Affenbrotbäume. Das Gras ist in der Trockenzeit braun und verdorrt, wird aber während der Regenzeit bis zu 2 Meter hoch.

### Städte
Im Jahr 2023 lebten 39 Prozent der Einwohner Mosambiks in Städten. Die größten Städte sind (Stand 2017):
- Maputo, die Hauptstadt, 1.101.170 Einwohner
- Matola 1.616.267 Einwohner
- Nampula 743.125 Einwohner
- Beira 533.825 Einwohner

Die Metropolregion von Maputo hatte im selben Jahr 2.717.437 Einwohner.

## Bevölkerung

### Demografie
Mosambik hatte 2023 33,9 Millionen Einwohner. Das jährliche Bevölkerungswachstum betrug + 2,8 %. Zum Bevölkerungswachstum trug ein Geburtenüberschuss (Geburtenziffer: 36,1 pro 1000 Einwohner vs. Sterbeziffer: 8,6 pro 1000 Einwohner) bei. Die Anzahl der Geburten pro Frau lag 2022 statistisch bei 4,6, die der Region Ost- und Süd-Afrika betrug 4,3. Die Lebenserwartung der Einwohner Mosambiks ab der Geburt lag 2022 bei 59,6 Jahren. Der Median des Alters der Bevölkerung lag im Jahr 2021 bei 16,8 Jahren. Im Jahr 2023 waren 43,3 Prozent der Bevölkerung unter 15 Jahre, während der Anteil der über 64-Jährigen 2,6 Prozent der Bevölkerung betrug.
| Jahr        | Einwohnerzahl  |
| ----------- | -------------- |
| 1950        | 06.152.000     |
| 1960        | 07.389.000     |
| 1970        | 09.162.000     |
| 1980        | 11.848.000     |
| Zensus 1980 | 11.673.725     |
| 1990        | 13.248.000     |
| 2000        | 18.068.000     |
| 2010        | 24.221.000     |
| Zensus 2017 | 27.909.798     |
| 2020        | 31.255.000     |
| 2030        | 41.185.000     |
| 2050        | > 65.000.000 1 |

### Bevölkerungsstruktur
Der Großteil der Gesamtbevölkerung gehört Bantuvölkern an. Das größte Volk bilden mit etwa 40 % Bevölkerungsanteil die Makua, daneben sind mit 21 % auch die Tsonga eine einflussreiche Gruppe. Die Yao, welche auch in Malawi leben, bilden 12 % der Bevölkerung, daneben sind mit 11 % auch die Makonde im Nordosten eine starke Minderheit. Die Volksgruppe der ostafrikanischen Swahili lebt im Küstengebiet und macht 7 % der Bevölkerung aus. Zudem leben noch mit einem Anteil von 4 % an der Bevölkerung die Chewa im Land – ihr Hauptsiedlungsgebiet ist Malawi. Die kleinere Minderheit der 3 % Shona im Westen bildet ihrerseits wiederum die Bevölkerungsmehrheit in Simbabwe.
Im Jahre 2017 waren 0,8 % der Bevölkerung im Ausland geboren. Ferner leben in Mosambik viele Personen mit Migrationshintergrund (Inder, Pakistani, Chinesen), Europäer (vor allem Portugiesen) und Südafrikaner. Die Rückwanderung von fast fünf Millionen Binnenflüchtlingen in ihre Heimatorte und die Rückkehr von 1,7 Millionen Flüchtlingen aus den Nachbarländern nach Beendigung des mosambikanischen Bürgerkrieges sowie von rund 15.000 Mosambikanern aus der ehemaligen Deutschen Demokratischen Republik, sogenannten Madgermanes, stellen das Land vor große Herausforderungen.

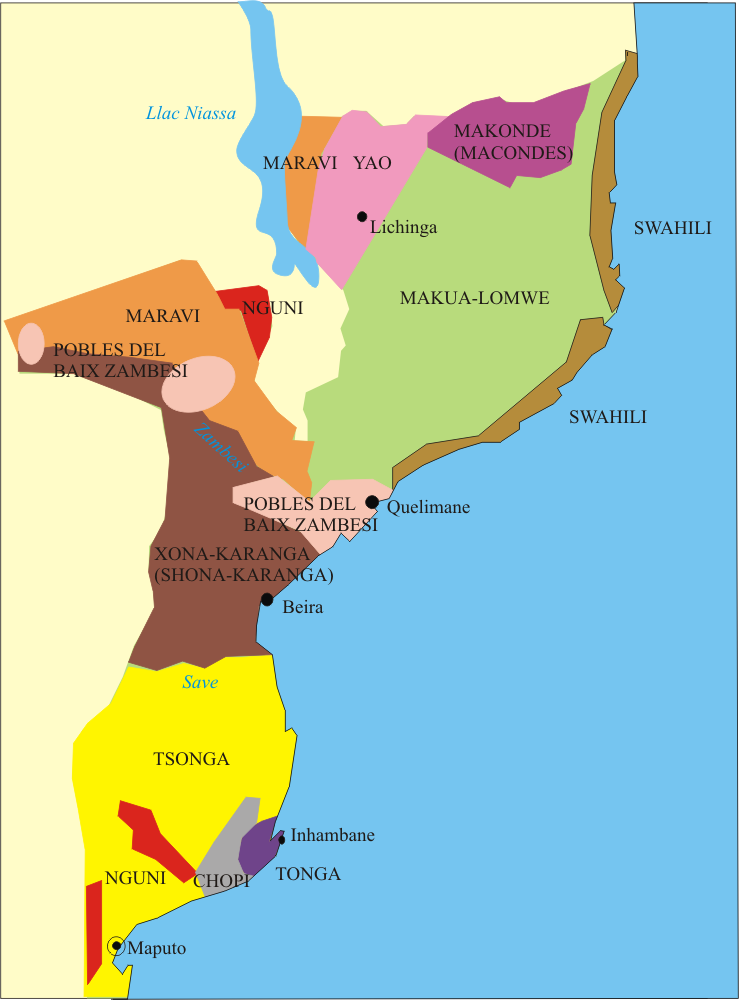
Ethnien in Mosambik

Mosambik hat eine bedeutende Diaspora in Südafrika. 2017 lebten dort ca. 680.000 aus Mosambik stammende Personen. Weitere Länder mit vielen Auslandsmosambikanern sind Simbabwe (90.000) und Portugal (70.000).

### Sprachen
| Sprache                        | 2007       | 2007     | 1998       | 1998     |
| Sprache                        | Anzahl     | Anteil   | Anzahl     | Anteil   |
| ------------------------------ | ---------- | -------- | ---------- | -------- |
| Portugiesisch                  | 2.088.798  | 12,78 %  | 489.915    | 3,0 %    |
| Makua                          | 4.153.811  | 25,42 %  | 4.007.010  | 24,8 %   |
| Changana                       | 1.710.801  | 10,47 %  | 1.799.614  | 11,2 %   |
| Chilomwe                       | 1.132.755  | 6,93 %   | 1.269.527  | 7,9 %    |
| Sena                           | 1.171.673  | 7,17 %   | 1.807.319  | 11,2 %   |
| Chuwabo                        | 733.926    | 4,49 %   |            |          |
| Andere mosambikanische Sprache | 4.718.907  | 28,87 %  |            |          |
| Andere ausländische Sprache    | 30.969     | 0,19 %   |            |          |
| K. A.                          | 5.118      | 0,03 %   |            |          |
| Unbekannt                      | 596.735    | 3,65 %   |            |          |
| Total                          | 16.343.493 | 100,00 % | 16.135.403 | 100,00 % |

Insgesamt werden über 40 Sprachen im Land gesprochen. Die einheimischen Landessprachen zählen zur Sprachgruppe der Bantusprachen. Portugiesisch, die einzige Amtssprache, wird laut Volkszählung von 2007 inzwischen von etwa 12 % (vornehmlich in Städten) der Gesamtbevölkerung als Muttersprache gesprochen, in Maputo jedoch etwa 25 %. Gut 50 % beherrschen Portugiesisch als Zweitsprache neben ihrer einheimischen Sprache. Die meisten Mosambikaner sprechen mehr als eine einheimische Sprache. Zu den wichtigsten Sprachen gehören neben der Amtssprache Portugiesisch unter anderem (sortiert nach Sprecheranteil):
- Makua, auch eMakhuwa – die wichtigste Sprache im Norden Mosambiks wird laut Zählung von 2007 von 25,3 % der Bevölkerung gesprochen. 40 % der Einwohner gelten als ethnische Makua. Diese sprechen verschiedene Varianten innerhalb eines eMakua-Dialektkontinuums oder auch „Makhuwa-Sprachen“ – laut Ethnologue neun in Mosambik –,[28] von denen das „Zentral-Makhuwa“ – 2006 mit 3,09 Millionen Sprechern – auch einfach als „eMakhuwa“ oder „eMakua“ bezeichnet wird.[29]
- Changana – von 10,7 % der Bevölkerung im Südwesten in der Provinz Maputo und der Provinz Gaza gesprochen, in der Stadt Maputo auch Ronga genannt; die ethnische Tsonga-Bevölkerung beträgt aber 21 %
- Sena – in der Provinz Sofala von 7,5 % der Bevölkerung
- Chilomwe – 7 % der Bevölkerung (eng verwandt mit eMakhua)
- Chuwabo – 5,1 % der Bevölkerung
- Swahili – im Norden (Grenze zu Tansania)
- ChiMakonde – im Nordosten (Provinz Cabo Delgado)
- Chichewa – auch Nyanja genannt; im Westen (Provinz Tete), das Gebiet grenzt an Sambia und Malawi an, wo diese Sprache ebenfalls gesprochen wird.
- Shona – vom Volk der Schona gesprochen
- Ndau – in der Provinz Sofala gesprochen, verwandt mit der Sprache Shona
- Tswa – im Südosten (Provinz Inhambane)

Bei den ausländischen Sprachen sind diejenigen hervorzuheben, die von den chinesischen, indischen und pakistanischen Einwanderern gesprochen werden.

### Religion
Während der Kolonialzeit war die römisch-katholische Kirche die mit Abstand bedeutendste christliche Glaubensgemeinschaft. Seit der Unabhängigkeit gewinnen aber evangelikale Bewegungen zunehmend an Bedeutung. Eine besondere Bedeutung kommt dabei dem populären Fernsehsender TV Miramar zu, welcher im Besitz der brasilianischen Wunderheilersekte Igreja Universal do Reino de Deus ist, welche neben bekannten brasilianischen Telenovelas auch christlich-fundamentalistische Inhalte verbreitet.
Gemäß einer Erhebung von 2007 sind noch insgesamt 28,4 % der Einwohner römisch-katholisch (hauptsächlich im Süden und Südwesten) und 17,9 % muslimisch (hauptsächlich Sunniten, vor allem im Norden und an den Küstenregionen). 15,5 % sind zionistische Christen. Protestanten machen 12,2 % der Einwohner aus, davon sind 10,9 % Pfingstler und 1,3 % Anglikaner. 6,7 % gehört anderen Religionen, zumeist traditionellen Religionen an. Keiner Religion gehören 18,7 % an und 0,7 % sind nicht erfasst.

### Bildung

#### Grundschulen
In Mosambik können fast 40 % der Erwachsenen nicht lesen und schreiben. 55 % der Frauen sind Analphabeten. Seit dem Ende des Krieges 1992 hat Mosambik große Anstrengungen für den Grundschulunterricht unternommen. Mittlerweile gehen 80 % der Kinder 5 Jahre lang zur Schule, während 30 % die Schule bis zur 6. oder 7. Klasse weiterbesuchen. Die durchschnittliche Klassengröße beträgt 74 Kinder, in den ländlichen Gebieten sind es noch mehr. Mosambik hat trotz Fortschritten zu wenige Klassenzimmer, Schulmöbel und Schulbücher. Zahlreiche Lehrer nehmen an der landesweiten Kampagne zur Verbesserung der Unterrichtsqualität an den Grundschulen teil.

#### Hochschulen und Universitäten
- Eduardo-Mondlane-Universität mit Hauptsitz in Maputo (staatlich)
- Pädagogische Universität Maputo mit Hauptsitz in Maputo (staatlich)
- Uni-Zambezi mit Hauptsitz in Beira (staatlich)
- Uni-Lurio mit Hauptsitz in Nampula (staatlich)
- Katholische Universität von Mosambik mit Hauptsitz in Beira
- Mussa bin Bik Universität in Nampula
- Universidade Politécnica mit Hauptsitz in Maputo

### Gesundheit

Entwicklung der Kindersterblichkeit (Tode pro 1000 Geburten)

Die Gesundheitsausgaben des Landes betrugen im Jahr 2021 9,1 % des Bruttoinlandsprodukts. Die medizinische Versorgung im Lande ist vielfach technisch, apparativ und/oder hygienisch problematisch. Häufig fehlen auch gut ausgebildete Ärzte. Im Jahr 2019 praktizierten in Mosambik 0,8 Ärztinnen und Ärzte je 10.000 Einwohner. Nur 48 % der Geburten können medizinisch betreut werden. Die Sterblichkeit bei unter 5-jährigen betrug 2022 66,2 pro 1000 Lebendgeburten. Die Lebenserwartung der Einwohner Mosambiks ab der Geburt lag 2022 bei 59,6 Jahren (Frauen: 62,7, Männer: 56,5). Die Lebenserwartung stieg von 49,5 Jahren im Jahr 2000 bis 2022 um 20 %.
AIDS ist in Mosambik ein großes Problem: 12,3 % der Erwachsenen (15 bis 49 Jahre) sind HIV-positiv (Stand: 2016). Das Land hat eine der höchsten HIV-Prävalenzen der Welt (12,3 %), was das Bevölkerungswachstum bremst. Das sind etwa 1,5 Millionen Menschen. AIDS stellt eine große Gefahr für alle dar, die Infektionsrisiken eingehen: Ungeschützte Sexualkontakte, unsaubere Spritzen oder Kanülen und Bluttransfusionen bergen ein erhebliches Risiko.
Hochwasserkatastrophen, vor allem entlang des Sambesi, fördern die Ausbreitung von Cholera. Ab Ende 2003 breitete sich in Mosambik, insbesondere in der Maputo-Provinz, eine schwere Cholera-Epidemie aus. Eine gültige Gelbfieberimpfung wird bei Einreise aus einem Gelbfiebergebiet verlangt. Gelegentlich wird sie an der Grenze auch bei Einreise aus nichtendemischen Gebieten verlangt.
Die Trinkwasserversorgung im Land ist sehr schlecht. Zugang zu sauberem Trinkwasser, seit 2010 ein Menschenrecht der UNO, besitzt laut WHO und UNICEF nicht einmal jeder zweite Mensch in Mosambik.
Die Rate der an Unterernährung leidenden Bevölkerung konnte von 40,3 % im Jahr 2000 auf 26,6 % im Jahr 2015 gesenkt werden.

## Geschichte
Vor den großen Erkundungsfahrten der Europäer herrschten seit Jahrhunderten Araber an der Küste vor Afrika. Sie betrieben Handel zwischen Afrika, dem Orient und Indien mit Gold, Elfenbein und afrikanischen Sklaven. Als erster Portugiese landete 1497 Pedro da Covilhã, der im Auftrag des portugiesischen Königs den Seeweg von Arabien nach Ostafrika erkundete, in Sofala. 1498 erreichte Vasco da Gama auf dem Weg nach Indien Mosambik: Auf der Insel von Mosambik traf er mit dem Scheich Moussa Ben Mbiki zusammen, von dem sich der Name Mosambik ableitet. Darauf bemächtigten sich die Portugiesen dieser Handelsplätze und drangen auf der Suche nach Gold entlang des Sambesi ins Landesinnere vor. Jahrhundertelang begnügten sich die Portugiesen mit dem Handel von Sklaven und kümmerten sich nicht groß um die Bevölkerung. Ihre Herrschaft dauerte bis ins 20. Jahrhundert, und durch Zwangsarbeit, ausbeuterische Arbeitsverträge und rücksichtslose Behandlung verschlechterten sich die Lebensbedingungen in den Kolonien erheblich. Bis 1898 war die Stadt Ilha de Moçambique Hauptstadt des Landes. Sie gab dem Land auch seinen Namen.

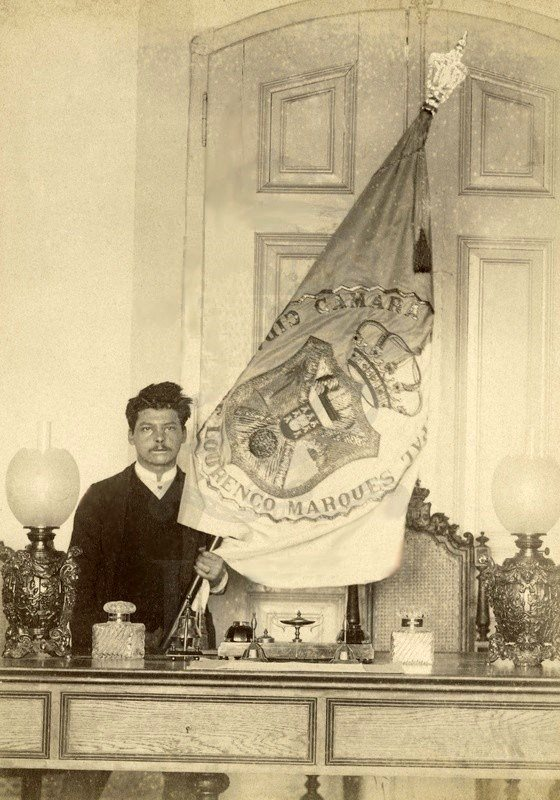
Flagge von Lourenço Marques um 1900

1890 musste Portugal britischem Druck nachgeben und auf die Verbindung Angolas und Mosambiks zu einem geschlossenen südafrikanischen Kolonialreich verzichten. Stattdessen nahm in den portugiesischen Kolonien der Einfluss britischen Kapitals beträchtlich zu. Verhandlungen über ein britisch-deutsches Bündnis führten aber schon 1898 zum Angola-Vertrag: Für den Fall, dass Portugal Geld brauchen sollte, vereinbarten Deutschland und Großbritannien eine gemeinsame Anleihe, für die die portugiesischen Kolonien als Pfand vorgesehen waren. Im Falle der erwarteten Zahlungsunfähigkeit Portugals sollten Angola und Nordmosambik an Deutschland, Südmosambik an Großbritannien fallen. Deutschland verzichtete dafür auf die Unterstützung der Buren in deren Kampf gegen Großbritannien. Das Abkommen wurde am 30. August 1898 geschlossen, aber niemals umgesetzt und schon 1899 durch die Verlängerung der britischen Schutzgarantie (Windsorvertrag) für Portugal und all seine Besitzungen unterlaufen.
1913 wurde dann ein neuer Vertrag zwischen Großbritannien und dem Deutschen Reich geschlossen, bei dem Mosambik geteilt wurde. Der Bereich nördlich des Sambesi wurde Deutschland zugesprochen und der Bereich südlich davon Großbritannien. Am 27. Juli 1914 gab Reichskanzler Theobald von Bethmann Hollweg London die Zustimmung für die Veröffentlichung des bis dahin geheimgehaltenen Vertrages. Dann machte der Ausbruch des Ersten Weltkrieges im August 1914 seine Umsetzung unmöglich. So blieben Angola und Mosambik zunächst im Besitz Portugals. Während des Krieges jedoch erklärte Südafrika 1915 ganz Mosambik zum Eroberungsziel, und ab 1917 zogen sich die deutschen Kolonialtruppen aus Deutsch-Ostafrika kämpfend nach Mosambik zurück und besetzten bis 1918 tatsächlich weite Teile der Nordhälfte. Als Entschädigung erhielt Portugiesisch-Ostafrika beim Frieden von Versailles 1919 das Kionga-Dreieck.
Vor 1961 war das Wahlrecht zu den Wahlen für das portugiesische Parlament und die verschiedenen kolonialen legislativen Versammlungen beschränkt: Es durften kaum Einheimische wählen. 1961 erhielten alle Bürgerinnen und Bürger der Kolonien die portugiesische Staatsangehörigkeit und konnten in lokalen und Stadtratswahlen abstimmen. Trotzdem hatten Europäer immer noch mehr Bürgerrechte als die nichteuropäische Bevölkerung.
1962 wurde die Freiheitsbewegung FRELIMO gegründet. Je stärker die Portugiesen an ihrem Kolonialbesitz festhielten, umso radikaler wurde der Widerstandswille der FRELIMO. 1964 gingen die Widerstandskämpfer in den bewaffneten Kampf über, der im Norden sehr erfolgreich endete. Doch erst nach der Nelkenrevolution und dem Sturz des diktatorischen Regimes in Portugal erlangte Mosambik am 25. Juni 1975, nach knapp 500 Jahren als Kolonie, die Unabhängigkeit als Volksrepublik Mosambik. Samora Machel wurde 1975 der erste Staatspräsident, jedoch nicht durch allgemeine Wahlen. Mit der Unabhängigkeit wurde am 25. Juni 1975 das allgemeine aktive und passive Wahlrecht eingeführt. Damit war auch das allgemeine Frauenwahlrecht erreicht.

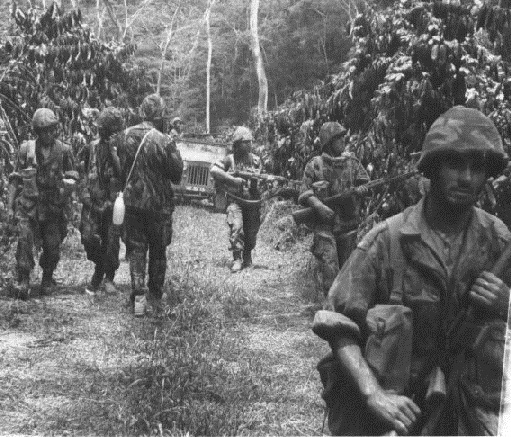
Portugiesische Soldaten während des portugiesischen Kolonialkrieges

1986 starb der FRELIMO-Präsident bei einem Flugzeugabsturz. In den FRELIMO setzten sich die marxistischen Kräfte durch. Da sie den Staat unter Kontrolle hatten, waren auch alle wichtigen Posten durch ihre Männer besetzt. Sie verstaatlichten die Industrie und gründeten landwirtschaftliche Produktionsgenossenschaften. Doch die Abwanderung europäischer Fachkräfte schwächte die Wirtschaft des Landes empfindlich. Mitte der 1970er Jahre entstand eine neue Widerstandsbewegung, die durch Südafrika und Rhodesien unterstützt wurde – die RENAMO. Im Gegensatz z. B. zur angolanischen UNITA hatte die erst nach der Unabhängigkeit entstandene RENAMO niemals gegen die portugiesische Kolonialmacht gekämpft und daher wenig moralischen Rückhalt in der mosambikanischen Opposition.
Das Land verfiel 1976 dennoch in einen 16-jährigen Bürgerkrieg zwischen FRELIMO und RENAMO, der zu einem völligen wirtschaftlichen Zusammenbruch führte. Mosambik erhielt Unterstützung z. B. nach 1980 von Simbabwe (ehemals Rhodesien), das 10.000 Soldaten zur Sicherung des Beira-Korridors entsandte. Im Land befanden sich 1983 außerdem 750 Militärberater und Ausbilder aus Kuba, 600 aus der Sowjetunion und 100 aus der DDR. Doch erst nach der Unterzeichnung des Friedensvertrages, des Allgemeinen Friedensabkommens von Rom, und mit der Hilfe von UN-Friedenstruppen konnte das Land stabilisiert und die erste Oppositionspartei gegründet werden. Seit 1995 ist Mosambik Mitglied des Commonwealth of Nations. Mit Togo, Gabun und Ruanda gehört Mosambik zu den Commonwealth-Staaten, die ehemals keine britische Kolonie waren. Die Auswanderung der Weißen in großem Ausmaß, die wirtschaftliche Abhängigkeit von Südafrika, eine anhaltende Dürre und der langgezogene Bürgerkrieg behinderte die wirtschaftliche Entwicklung des Landes. Seit der Abkehr vom Marxismus-Leninismus und der Einparteienherrschaft der FRELIMO hat sich die RENAMO als politische Partei etabliert und stellt seit 1994 die parlamentarische Opposition im Lande. Die ersten demokratischen Wahlen wurden unter der Aufsicht von ONUMOZ im Oktober 1994 gehalten. Aus ihr ging die Festigung der alten Regierung hervor, und RENAMO akzeptierte, nachdem Druck von Anrainer-Staaten ausgeübt wurde, die Sitze im Parlament, womit sie die Opposition formte.
Die Demokratisierung des Landes war das Verdienst des nach Samora Machel an die Macht gekommenen Staatspräsidenten Joaquim Alberto Chissano. Chissanos Verdienste um die Demokratie, die Ausarbeitung einer Verfassung mit einem Mehrparteiensystem, die Normalisierung der Beziehungen zum Nachbarstaat Südafrika und insbesondere die Tatsache, dass er nach zwei Amtszeiten auf eine weitere Kandidatur als Präsident verzichtete und den Weg für einen Nachfolger freigab, brachten ihm im Oktober 2007 nach dem Ende seiner Präsidentschaft den Preis der Mo Ibrahim Foundation für gute Regierungsführung.
Im Februar 2000 führten schwere Regenfälle zu einer Flutkatastrophe, die zahlreiche Menschenleben forderte.
Im Oktober 2013 nährten Berichte über zunehmende Kämpfe zwischen den ehemaligen Bürgerkriegsparteien die Furcht vor einer Aufkündigung des Friedensabkommens von 1992 – zumindest kündigte ein Sprecher der RENAMO dies als mögliche Konsequenz der Einnahme des RENAMO-Hauptquartiers nahe Gorongosa durch Regierungstruppen an. Am 6. August 2019 schlossen FRELIMO und RENAMO ein Friedensabkommen.
Seit 2017 breitet sich eine mit dem Islamischen Staat verbündete dschihadistische Gruppierung mit dem Namen al-Shabab aus und verübt eine Vielzahl von Anschlägen vor allem in der Provinz Cabo Delgado. Im März 2021 nahm die Gruppe für einige Tage die dortige Stadt Palma ein, konnte vom Militär aber wieder zurückgedrängt werden. Palma ist das wirtschaftliche Zentrum für die Ausbeutung der reichen Gasvorkommen in der Region, die insbesondere von westlichen Konzernen, wie ExxonMobil und TotalEnergies betrieben wird. Die ungleiche Verteilung der Gewinne aus dem Abbau der Energieressourcen kann hierbei als einer der Gründe des bewaffneten Aufstands der al-Shabab Miliz interpretiert werden.

## Politik

### Politisches System

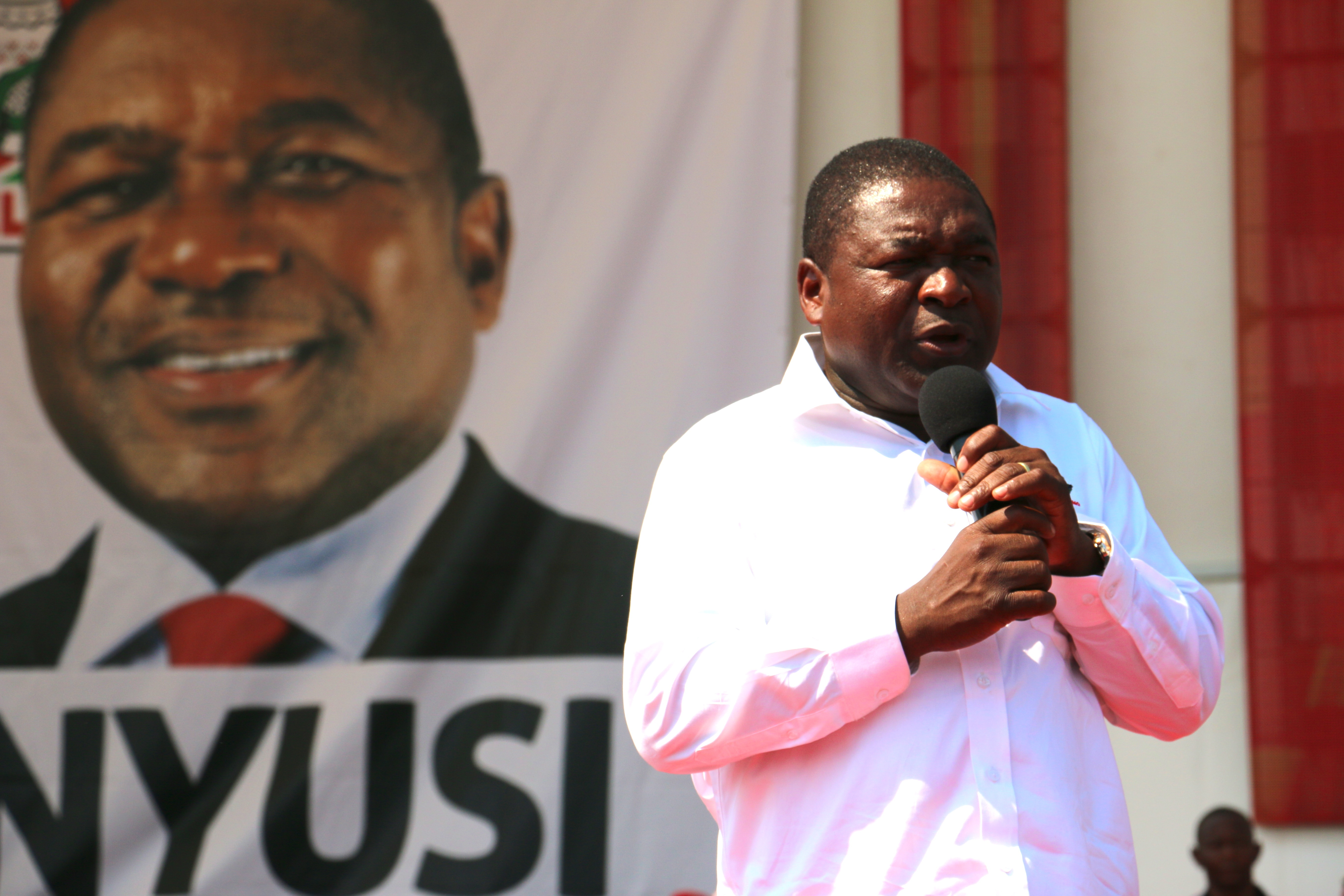
Filipe Nyusi, seit 2014 Präsident von Mosambik

Die damals herrschende FRELIMO-Regierung sagte sich 1989 offiziell vom Marxismus los. Die im folgenden Jahr aufgestellte Verfassung garantiert freie Wahlen in einem Mehrparteiensystem und die freie Marktwirtschaft. Laut dieser Verfassung ist Mosambik eine präsidentielle Republik. Der Präsident ist Staatsoberhaupt und Oberbefehlshaber der Streitkräfte. In letzterer Funktion wird er vom Rat für nationale Verteidigung und Sicherheit, welcher vom Parlament nach Parteienproporz gewählt wird, beraten. Dem Präsidenten kommt auch die Aufgabe zu, den Premierminister zu ernennen.
Der Präsident wird für fünf Jahre direkt gewählt und kann einmal wiedergewählt werden. Bei der Präsidentschaftswahl 2014 wurde der frühere Verteidigungsminister Filipe Nyusi (FRELIMO) zum Präsidenten gewählt. Er ernannte im Januar 2015 Carlos Agostinho do Rosário zum Premierminister von Mosambik. 2019 fanden erneut Präsidentschaftswahlen statt, bei denen nach Angaben der Wahlkommission Nyusi mit rund 73 % der Stimmen siegte.
Die Legislative besteht aus einem Einkammerparlament. Die Versammlung der Republik (portugiesisch Assembleia da República) hat 250 Mitglieder, die nach dem Verhältniswahlrecht für eine Amtszeit von fünf Jahren gewählt werden. Bei den Parlamentswahlen 2019, die zeitgleich mit den Präsidentschaftswahlen stattfinden, gewann die FRELIMO 184 (2014: 144) der 250 Sitze und verfügt damit über eine verfassungsändernde Mehrheit. Die RENAMO erhielt 60 (2014: 89) Mandate, das MDM 6 (2014: 17). Die Wahlen wurden überschattet von Gewalt bis hin zu gezielten Tötungen, Unregelmäßigkeiten und Betrugsvorwürfen. Die Opposition kritisiert die Wahlen als weder frei noch fair. Die Wahlen seien die undemokratischsten seit Einführung des Mehrparteiensystems gewesen.
Nach der Präsidentschafts- und Parlamentswahl in Mosambik 2024 kam es zu Protesten und Ausschreitungen.

### Justizsystem
Die Haftbedingungen sind ausgesprochen hart und haben bereits zu mehreren Todesfällen geführt. Die Gerichte sind unterbesetzt, und die unzureichend ausgebildeten Richter arbeiten ineffizient und sind von der regierenden Partei beeinflusst. Die Polizei ging, laut Amnesty International, bei Demonstrationen und bei der Festnahme von Straftatverdächtigen mit exzessiver Gewalt vor. 13 Häftlinge erstickten dabei im Polizeigewahrsam in einer überfüllten Gefängniszelle. Zwei Polizeibeamte mussten sich in diesem Zusammenhang vor Gericht verantworten. Für eine im Jahre 2007 begangene außergerichtliche Hinrichtung wurde ein hochrangiger Polizeibeamter wegen Mordes verurteilt.

### Politische Indizes
| Name des Index                     | Indexwert    | Weltweiter Rang | Interpretationshilfe | Jahr |
| ---------------------------------- | ------------ | --------------- | --- | ---- |
| Fragile States Index               | 92,5 von 120 | 25 von 179      | Stabilität des Landes: Alarm 0 = sehr nachhaltig / 120 = sehr alarmierend Rang: 1 = fragilstes Land / 179 = stabilstes Land | 2024 |
| Demokratieindex                    | 3,38 von 10  | 113 von 167     | Autoritäres Regime 0 = autoritäres Regime / 10 = vollständige Demokratie                                                    | 2024 |
| Freedom in the World Index         | 44 von 100   | —               | Freiheitsstatus: teilweise frei 0 = unfrei / 100 = frei                                                                     | 2024 |
| Rangliste der Pressefreiheit       | 52,4 von 100 | 105 von 180     | Schwierige Lage für die Pressefreiheit 100 = gute Lage / 0 = sehr ernste Lage                                               | 2024 |
| Korruptionswahrnehmungsindex (CPI) | 25 von 100   | 146 von 181     | 0 = sehr korrupt / 100 = sehr sauber                                                                                        | 2024 |

Mosambik gehört im Fragile States Index zu den zehn Staaten, die sich in der letzten Dekade 2010–20 am meisten verschlechtert haben. In der Rangliste der Pressefreiheit stand das Land 2006 noch auf Rang 45.

### Menschenrechte
Es wurden auch 2009 Fälle schwerer Menschenrechtsverletzungen gemeldet: Die Pressefreiheit ist stark eingeschränkt und unabhängige Medien werden behindert. Gesellschaftliche Probleme wie häusliche Gewalt, Diskriminierung von Frauen, Missbrauch, Ausbeutung, Zwangsarbeit von Kindern und Diskriminierung von sexuellen Minderheiten und Menschen mit HIV/AIDS sind nach wie vor weitverbreitet, wie alljährlichen Menschenrechtsberichte des US-amerikanischen Außenministeriums dokumentieren. Auch kommt es immer wieder zu Übergriffen, Diskriminierungen und Gewalthandlungen aufgrund der sexuellen Orientierung von Menschen. Homosexualität wird seit 2015 nicht mehr als Straftat angesehen.
2016 kam es laut Berichten bei erneuten Kämpfen zwischen Regierungstruppen und der RENAMO zu Menschenrechtsverletzungen. Die Ausbreitung eines Ablegers der Terrorgruppe „Islamischer Staat“ seit 2015 verschlimmert die Menschenrechtslage im Norden des Landes zusätzlich.

### Außenpolitik
Von stark wachsender Bedeutung für Mosambik sind die Beziehungen zu Indien (Mosambik hat eine wirtschaftlich bedeutende indische Diaspora), Brasilien (aufgrund sprachlicher und kultureller Gemeinsamkeiten) und der Volksrepublik China, die stark in die Infrastruktur und die Erschließung der Rohstoffvorkommen des Landes investiert. Aufgrund seiner Lage am Indischen Ozean, der wachsenden Wirtschaft und seiner Rohstoffvorkommen wird es zunehmend das Ziel großer internationaler Unternehmen. Die Beziehungen zu den Staaten der Europäischen Union und den Vereinigten Staaten sind gut und werden von beiden Seiten intensiviert. Das Verhältnis zur ehemaligen Kolonialmacht Portugal ist eng und freundschaftlich, allerdings nicht immer spannungsfrei.
Wichtige multilaterale Organisationen, in denen Mosambik Mitglied ist, sind u. a. die Afrikanische Union und die Entwicklungsgemeinschaft im südlichen Afrika (SADC), das Commonwealth of Nations, ferner die Vereinten Nationen, die Organisation für Islamische Zusammenarbeit, die Gemeinschaft portugiesischsprachiger Länder. Mosambik engagiert sich aktiv in diesen Organisationen. So konnte Mosambik z. B. im Rahmen der SADC erfolgreich in einem Grenzstreit zwischen Tansania und Malawi vermitteln.

### Militär
Mosambik gab 2017 knapp 3,1 Prozent seiner Wirtschaftsleistung oder 103 Millionen US-Dollar für seine Streitkräfte aus.

### Verwaltungsgliederung
Mosambik ist in zehn Flächen-Provinzen und die Hauptstadtprovinz gegliedert, darunter folgen 141 Distrikte, die ihrerseits gegliedert sind in 415 Postos administrativos (Verwaltungsbezirke) mit 1024 Localidades (Orte), die jeweils noch meist mehrere Ortschaften (Povoações) und Dörfer (Aldeias) umfassen.
Die elf Provinzen Mosambiks:
| Provinz             | Hauptstadt | Einwohnerzahl 2017 | Index der menschlichen Entwicklung 2017 |
| ------------------- | ---------- | ------------------ | --------------------------------------- |
| Cabo Delgado        | Pemba      | 2.333.278          | 0,374                                   |
| Gaza                | Xai-Xai    | 1.446.654          | 0,430                                   |
| Inhambane           | Inhambane  | 1.496.824          | 0,462                                   |
| Manica              | Chimoio    | 1.911.237          | 0,472                                   |
| Maputo (Hauptstadt) | –          | 1.101.170          | 0,606                                   |
| Maputo (Provinz)    | Matola     | 2.507.098          | 0,523                                   |
| Nampula             | Nampula    | 6.102.867          | 0,430                                   |
| Niassa              | Lichinga   | 1.865.976          | 0,408                                   |
| Sofala              | Beira      | 2.221.803          | 0,463                                   |
| Tete                | Tete       | 2.764.169          | 0,388                                   |
| Zambézia            | Quelimane  | 5.110.787          | 0,407                                   |

## Wirtschaft

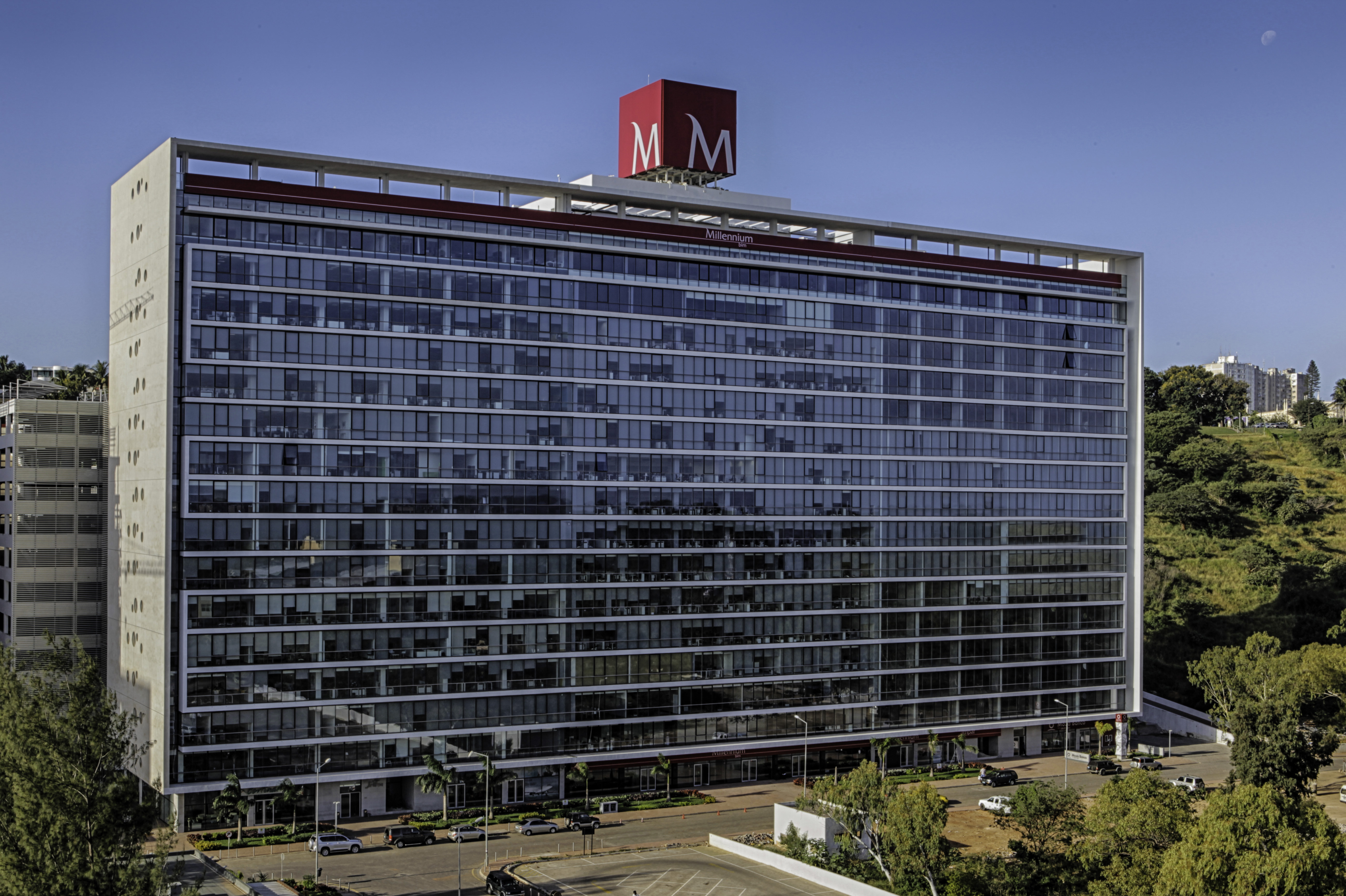
Millennium bim ist eine der größten Geschäftsbanken in Mosambik

### Entwicklung und Lage
Das Bruttoinlandsprodukt (BIP) für 2023 wird auf 21 Milliarden US-Dollar geschätzt. In Kaufkraftparität beträgt das BIP 56 Milliarden US-Dollar oder 1.665 US-Dollar je Einwohner. Anfang der 1990er Jahre war Mosambik noch das ärmste Land der Welt. Seitdem hat sich das BIP pro Kopf, dank eines von Rohstoffabbau angetriebenem Wirtschaftswachstums, fast verzehnfacht. Die Mehrheit der Bevölkerung lebt jedoch weiterhin in bescheidenen Verhältnissen.
Mosambiks Wirtschaft basiert vorwiegend auf Landwirtschaft. In den 1980er Jahren wurde die Wirtschaft durch den Bürgerkrieg, die Abwanderung portugiesischer Fachkräfte und mehrere Dürreperioden geschwächt. Zu dieser Zeit waren die meisten Plantagen und Industriebetriebe im Besitz des Staates. Erst 1990 führte die Regierung die freie Marktwirtschaft ein.
Die Währung von Mosambik ist der Metical. 1 Metical = 100 Centavos. Bis 2006 entsprach 1 Euro ungefähr 34.500 Metical, 1 Schweizer Franken 22.300 Metical. Am 1. Juli 2006 wurden alle Geldbeträge durch 1000 dividiert. Umrechnung neu: 1 Euro entspricht Stand 2022 ungefähr 70 Metical, 1 Schweizer Franken 67 Metical.
Das Land beherbergt eine Wertpapierbörse, welche Bolsa de Valores de Moçambique oder auch Maputo Stock Exchange genannt wird.
Im Global Competitiveness Index, der die Wettbewerbsfähigkeit eines Landes misst, belegte Mosambik Platz 136 von 137 Ländern (Stand 2017–18). Der Index für wirtschaftliche Freiheit 2024 des Landes war der 140 höchste von 176 Ländern.
| Jahr                                    | 2010   | 2015  | 2016   | 2017   | 2018  | 2019  | 2020   | 2021  | 2022   | 2023  |
| --------------------------------------- | ------ | ----- | ------ | ------ | ----- | ----- | ------ | ----- | ------ | ----- |
| BIP in Mrd. USD (Kaufkraftparität)      | 21,1   | 32,7  | 34,6   | 36,1   | 38,5  | 41,5  | 43,5   | 46,2  | 51,7   | 56,4  |
| BIP pro Kopf in USD (Kaufkraftparität)  | 898    | 1.210 | 1.243  | 1.261  | 1.307 | 1.370 | 1.394  | 1.440 | 1.567  | 1.665 |
| BIP-Wachstum (real)                     | 6,7 %  | 7,4 % | 4,7 %  | 2,6 %  | 3,5 % | 2,3 % | −1,2 % | 2,4 % | 4,4 %  | 5,4 % |
| Inflation (in Prozent)                  | 12,4 % | 3,6 % | 18,4 % | 15,8 % | 3,2 % | 5,7 % | 0,9 %  | 6,6 % | 10,4 % | 7,0 % |
| Staatsverschuldung (in Prozent des BIP) | 39 %   | 86 %  | 125 %  | 104 %  | 106 % | 98 %  | 120 %  | 104 % | 100 %  | 94 %  |

### Landwirtschaft

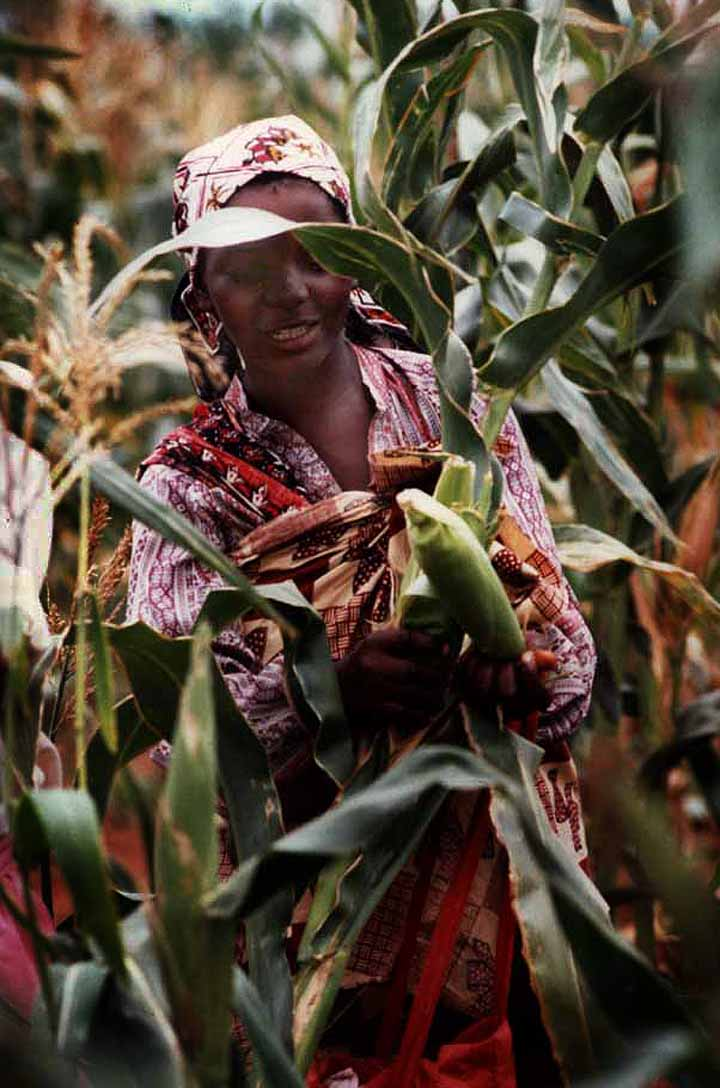
Frau bei der Maisernte

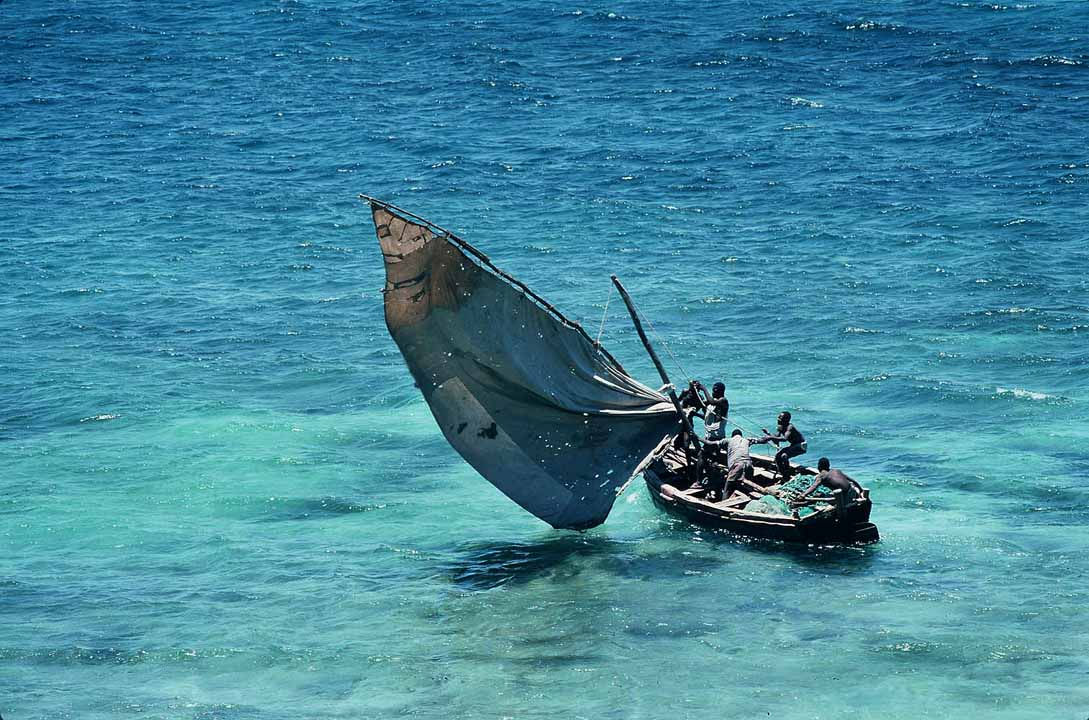
Traditionelles Fischerboot

#### Allgemein
Obwohl über 80 % der Erwerbstätigen in der Landwirtschaft tätig sind, produzieren sie nur 24 % des Bruttoinlandsprodukts (BIP).  Die wichtigsten landwirtschaftlichen Erzeugnisse sind Cashewnüsse, Zuckerrohr, Baumwolle und Tee. Angebaut werden außerdem auch Bananen, Tabak, Zitrusfrüchte, Sisal und Ölpalmen. Der Versuch, die aus Zentralamerika stammende und als ökologisch anspruchslos geltende Jatropha-Pflanze zur Gewinnung von Pflanzenöl in Mosambik großflächig zu kultivieren, scheiterte. Eine Projektplantage des deutschen Unternehmens Elaion AG wurde 2011 nach fünf Jahren aufgegeben, da die erwarteten wirtschaftlichen Gewinne ausblieben.
Der Großteil des jährlichen Holzeinschlages wird als Brennstoff verwendet.
Die Küstenfischerei hat sich in den letzten Jahren zu einem wichtigen Wirtschaftsfaktor entwickelt. Gefischt werden hauptsächlich Thunfisch und Garnelen.
Für die Forschung und Entwicklung im mosambikanischen Baumwollanbau gibt es ein Institut, das Instituto do Algodão de Moçambique (IAM). Sein Sitz befindet sich in Maputo. Es unterhält Außenstellen in Montepuez, Nampula, Beira und Maxixe.

#### ProSavana-Projekt
Ab 2008 wurde im Norden Mosambiks unter Federführung eines brasilianisch-japanischen Konsortiums ein Großprojekt zur grundsätzlichen Umstrukturierung des Agrarsektors verfolgt, das 2009 beim G8-Gipfel in L’Aquila zwischen Tarō Asō und Luiz Ignácio da Silva behandelt wurde. Das Vorhaben unter der Bezeichnung ProSavana war Teil eines agrarwirtschaftlichen Projektes im sogenannten Nacala-Entwicklungs-Korridor, einem Gebiet von etwa 14 Millionen Hektar Fläche. Die im Projekt ProSavana vorgesehene Fläche umfasste etwa sechs Millionen Hektar. Davon betroffen waren die drei Provinzen Niassa, Nampula und Zambezia sowie angrenzende Areale in den Nachbarprovinzen Manica und Cabo Delgado. Statt der dort vorherrschenden kleinbäuerlichen Landwirtschaft auf kommunalen Flächen sollen künftig agrarindustrielle Großbetriebe dafür sorgen, dass dieser Sektor durch die Produktion von Nahrungsmitteln und anderen Agrarrohstoffen für den Binnenmarkt, vor allem aber für den Export, maßgeblich zum Wirtschaftswachstum des Landes beiträgt. Diese Sichtweise wurde insbesondere vom wichtigsten Projektpartner vertreten, dem brasilianischen Unternehmensberater GV Agro, der zum Thinktank Fundação Getulio Vargas gehört und unter der Leitung des früheren brasilianischen Landwirtschaftsministers Roberto Rodrigues stand.
Wesentlich für ProSavana war die Steigerung der Produktivität durch Technologietransfer und ausländische Investitionen. Ähnlich wie in den tropischen Savannengebieten Brasiliens, dem Cerrado, wo in den 1970er-Jahren japanische Ingenieure mit brasilianischem Kapital flächendeckende Soja-Monokulturen anlegten, sollten in Mosambik in großem Stil Soja, Sonnenblumen und Baumwolle wie auch andere Rohstoffe für den weltweiten und insbesondere chinesischen Markt angebaut werden. Das trilaterale Vorhaben wurde mit mehrheitlich staatlicher japanischer Anschubfinanzierung von 38 Millionen US-Dollar sowie brasilianischer Technik und Know-how jedoch nur ansatzweise umgesetzt. Laut der japanischen Agentur für Internationale Zusammenarbeit (Japan International Cooperation Agency / JICA) handelte es sich um „eines der weltweit größten dreiseitigen Kooperationsprojekte“. Umweltverträglichkeitsprüfungen oder gesellschaftliche Folgeabschätzungen sind nicht bekannt geworden. Anfang April 2013 unterzeichneten Vertreter der drei beteiligten Staaten Japan, Brasilien und Mosambik eine Vereinbarung zur Umsetzung des gemeinsamen Agrarprojektes. Ende April gelangte der auf März 2013 datierte ProSavana-Masterplan an die Öffentlichkeit.
Innerhalb mosambikanischer Kleinbauernverbände und in Kreisen von Beratern der internationalen Entwicklungszusammenarbeit wurde befürchtet, dass Brasilien mit seinem Agrarmodell auch die sozialen Widersprüche des Landes nach Afrika exportieren könnte. Frühere Erfahrungen mit der Enteignung und Vertreibung von Kleinbauern zugunsten des portugiesisch-mosambikanischen Joint Ventures Agromoz (bestehend aus Corticeira Amorim und Intelec) führten zur lokalen Mobilisierung gegen ProSavana. Im November 2012 ging Mosambiks Kleinbauernverband UNAC (União Nacional de Camponeses / National Peasants’ Union) gemeinsam mit Via Campesina und GRAIN, für eine nachhaltige und menschenzentrierte ländliche Entwicklung, mit einer Erklärung zu ProSavana an die Öffentlichkeit. Gefordert wurde u. a. Transparenz und Zugang zu den Planungsunterlagen. Bis zu jenem Zeitpunkt waren innerhalb Mosambiks kaum Informationen zu diesem Vorhaben zugänglich. Die Bewegung erlangte bald landesweite und internationale Beachtung, da sich mit ihr zunächst 23 mosambikanische und später rund 40 internationale Organisationen, darunter Wissenschaftler und Bauernverbände, solidarisierten und konnte so auch Mitglieder des japanischen Parlaments für ihre Sache gewinnen, die das Projekt zu Fall brachten. Mitte des Jahres 2018 galt das Projekt als vorläufig begraben.

### Soziale Lage
Laut UNICEF gibt es 1,5 Millionen Waisen in Mosambik, (davon 470 000 Aidswaisen). Die Kinderarbeit ist aufgrund der Armut ein großes Problem, da viele Familien auf das Geld, das die Kinder verdienen, angewiesen sind. Nur 6 % der unter Fünfjährigen haben eine Geburtsurkunde. Millionen Kinder, die über kein Dokument verfügen, sind Missbrauch, Kinderarbeit, Zwangsverheiratung und dem Dienst an der Waffe ausgesetzt. Ohne Geburtsurkunde gibt es keinen staatlichen Schutz. Ca. 32 % der Kinder arbeiten auf Feldern, Märkten, als Schuhputzer oder als Bettler. Die Situation älterer Menschen ist prekär. Die staatliche Rente beträgt umgerechnet nur fünf US-Dollar. Die Arbeitslosenquote lag im Jahr 2017 bei 24,5 %.

### Mineralische Rohstoffe und Rohstoffwirtschaft

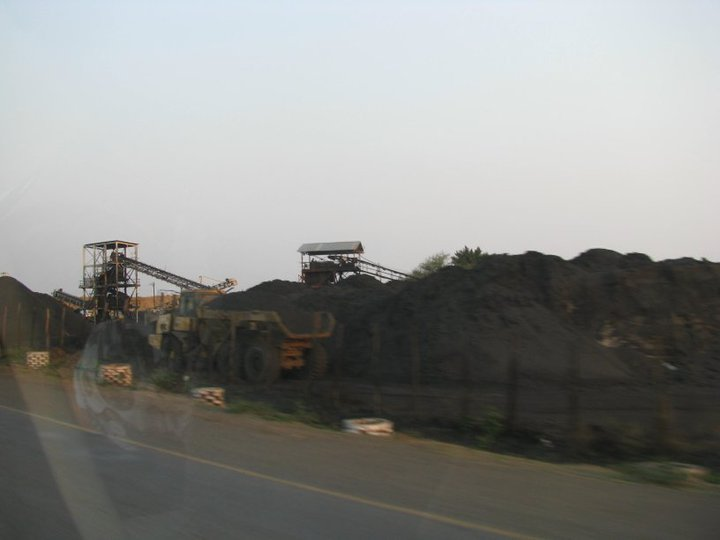
Moatize-Steinkohlenmine, nordöstlich der Stadt Tete

Mosambik verfügt über einige mineralische Rohstofflagerstätten. Es gibt Vorkommen an Diamanten und anderen Edelsteinen sowie Gold und Kupfer, Nutzgesteine wie Gabbros, Granite und Marmore, Industrieminerale wie Bauxit, Beryll, Korund, Glimmer, Graphit, ferner Lagerstätten mit ökonomisch interessanten Gehalten an Zinn, Seltenerdmetallen (Davidit), Niob und Tantal sowie Schwermineralsande. Weiterhin existieren Lagerstätten an Energierohstoffen wie Erdgas und Steinkohle.
Im Nordwesten des Landes werden die möglicherweise größten Steinkohlevorkommen der Welt vermutet. 23 Milliarden Tonnen sollen in der Provinz Tete nahe der Grenze zu Malawi lagern. Wegen logistischer Probleme konnten diese Vorkommen bisher nicht genutzt werden. Geplant ist eine 525 Kilometer lange Eisenbahnverbindung, mit der die Kohle an die Küste der Provinz Zambezia des südostafrikanischen Landes transportiert werden soll. Dort sind neue Hafenanlagen vorgesehen, die eine Kapazität zur Verladung von 20 Millionen Tonnen Kohle pro Jahr erlangen sollen.
Die 1998 errichtete Aluminium-Hütte Mozal verarbeitet importiertes Bauxit zu Aluminium, dem mittlerweile wichtigsten Exportgut Mosambiks. Der Betrieb der Schmelze trägt mit 7 % maßgeblich zum Bruttoinlandsprodukt Mosambiks bei und hat das Außenhandelsdefizit Mosambiks halbiert.
Andere Rohstoffe des Landes werden wenig genutzt. Die Industrie Mosambiks beschränkt sich vor allem auf die Verarbeitung der landwirtschaftlichen Erzeugnisse.

### Außenhandel
Die Handelsbilanz Mosambiks ist noch immer stark negativ. Exportiert werden hauptsächlich Cashewnüsse, Krustentiere, Baumwolle und Zucker. Seit einigen Jahren ist Aluminium das wichtigste Exportprodukt. Importiert werden Maschinen, elektronische Geräte, Erdöl, Nahrungsmittel und Konsumgüter. China ist der wichtigste Handelspartner.

### Staatshaushalt
Der Staatshaushalt umfasste 2016 Ausgaben von umgerechnet 3,6 Mrd. US-Dollar, dem standen Einnahmen von umgerechnet 2,5 Mrd. US-Dollar gegenüber. Daraus ergibt sich ein Haushaltsdefizit in Höhe von 9,3 % des BIP.

Die Staatsverschuldung betrug 2016 88,6 % des BIP.
2006 bzw. 2009 betrug der Anteil der Staatsausgaben (in % des BIP) folgender Bereiche:
- 5,0 % Gesundheit[89]
- 5,0 % Bildung (2006)[27]
- 0,9 % Militär (2009)[90]

Von 2004 bis 2016 leistete die Schweiz in Mosambik Budgethilfe im Umfang von insgesamt 93,7 Millionen Schweizer Franken. Gemäß dem Schweizer Bundesrat trugen diese Maßnahmen zur Armutsreduktion bei. Nachdem bekannt wurde, dass die mosambikanische Regierung ohne Genehmigung des Parlaments geheime Kredite an drei halbstaatliche Unternehmen in der Höhe von rund 2 Milliarden US-Dollar autorisierte, stellten die Schweiz und der Internationale Währungsfonds ihre Budgethilfe an die Regierung von Mosambik im April 2016 ein. Daraufhin wurde von der US-Börsenaufsichtsbehörde SEC eine Untersuchung gegen die schweizerische Credit Suisse, die französische BNP Paribas und die russische VTB eingeleitet. Infolge wurde Anfang 2019 vom Bundesgericht in Brooklyn eine Anklage wegen Verdacht auf Korruption, Geldwäscherei und Wertpapierbetrug erhoben. Davon betroffen sind drei ehemalige Mitarbeiter der Credit Suisse und der damalige Finanzminister Mosambiks Manuel Chang (aus dem Kabinett Guebuza II) sowie ein libanesischer Unternehmer.
Das finanziell bereits instabile Land geriet aufgrund der versteckten Kredite in eine Schuldenkrise. Seit 2017 gilt Mosambik als zahlungsunfähig.

## Verkehr
Das Straßennetz hatte 2015 eine Länge von 31.083 km, wovon 7.365 km asphaltiert waren. Zum Vergleich: Österreich hatte 138.696 km an asphaltierten Straßen. Die Verkehrsinfrastruktur ist damit ungenügend für ein Land dieser Größe. In den letzten Jahren wurde es jedoch deutlich ausgebaut. Es herrscht, wie in den Nachbarländern, Linksverkehr.
Mosambik gehört zu den Ländern mit der höchsten Rate an Verkehrstoten. 2013 kamen insgesamt 31,6 Verkehrstote auf 100.000 Einwohner. Zum Vergleich: In Deutschland waren es im selben Jahr 4,3 Tote. Insgesamt kamen damit ca. 8000 Personen im Straßenverkehr ums Leben. Die Rate an Verkehrstoten ist noch weitaus höher, wenn man sie der niedrigen Motorisierungsrate des Landes gegenüberstellt. 2009 kamen in Mosambik 12 Kraftfahrzeuge auf 1000 Einwohner (in Deutschland waren es über 500 Fahrzeuge).
Bedeutende Seehäfen befinden sich in allen größeren Küstenstädten, wie Maputo im Süden, Beira im Zentrum (Hauptstadt der Provinz Sofala), Quelimane, Lumbo und Nacala bis Pemba im Norden.
Im Verlaufe der Geschichte der Linienschifffahrt war der Hafen Maputo jeweils der Endpunkt beiden deutschen Reedereien Deutsche Ost-Afrika Linie sowie auch von Deutsche Seereederei Rostock („DSR-LINES“). Im Jahrbuch der Schiffahrt 1982 erfolgte von einem deutschen Ingenieur eine Veröffentlichung zum Thema Hafen in Maputo im Süden, Beira in der Landesmitte, Quelimane, Nacala und Pemba im Norden des Landes und auch zum Zustand des Eisenbahnnetzes als Teil der Transportkette im historischen Staat Volksrepublik Mosambik.
Internationale Flughäfen befinden sich u. a. in Maputo (MPM), in Beira (BEW) und in Nampula (APL).

## Kultur

### Sehenswürdigkeiten

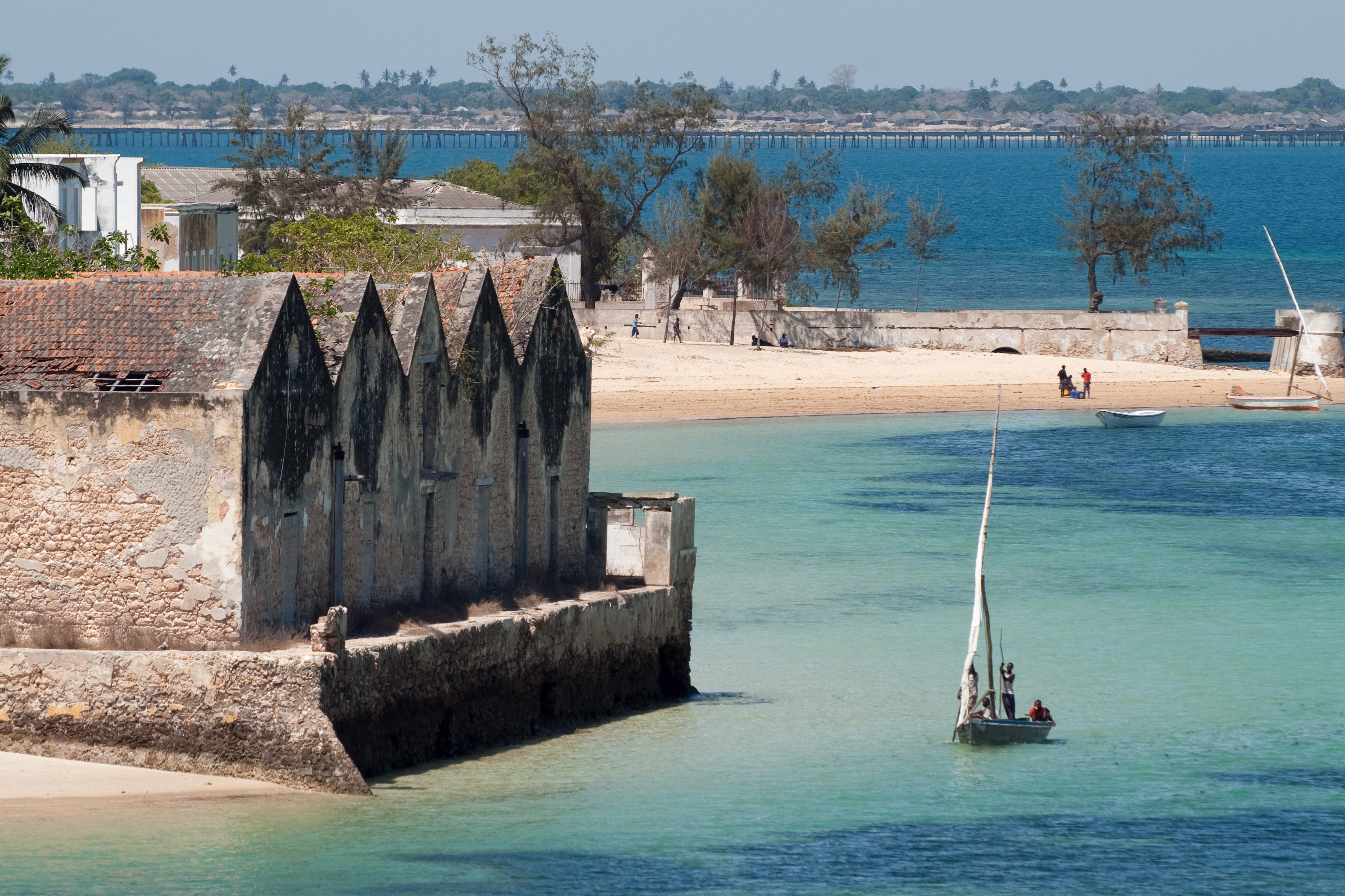
Ilha de Moçambique

Der Tourismus ist wenig entwickelt. Unterkünfte sind rar, ein Ausbau der touristischen Infrastruktur ist geplant.
Die älteste portugiesische Handelsniederlassung wurde 1507 auf der Ilha de Moçambique gegründet. Vom späten 16. Jahrhundert bis zur Fertigstellung der Eisenbahnverbindung Transvaal – Delagoa-Bucht 1898 lag hier die Hauptstadt von Portugiesisch-Ostafrika. Seit 1991 ist die kleine Insel mit ihrer gut erhaltenen Kolonialarchitektur das einzige UNESCO-Welterbe auf mosambikanischen Territorium.
Der erste Nationalpark Mosambiks, der Nationalpark Gorongosa, wurde 1960 gegründet und liegt in der Provinz Sofala. Er ist 150 km von der Stadt Beira entfernt. Östlich davon, vor der Küste Mosambiks befindet sich auf dem Bazaruto-Archipel der 1971 gegründete Bazaruto National Park. An der Grenze zum südafrikanischen Kruger-Nationalpark findet sich der 2001 gegründete Nationalpark Limpopo. Im Südosten in der Nähe der Hauptstadt Maputo ist auf der Machangulo-Halbinsel das Machangulo Private Naturreservat und das Maputo-Reservat.

### Musik
In der traditionellen Unterhaltungsmusik werden annähernd äquiheptatonisch gestimmte Xylophone (valimba, manguilo, timbila) und Brettzithern (bangwe) gespielt. Zithern, Lamellophone (shitata) und einsaitige Röhrenspießgeigen (mugole, tagare, chikwèsa) dienen zur Liedbegleitung. Gruppentänze werden von Chorgesängen und mit den Händen oder mit dünnen Schlägeln geschlagenen einfelligen Röhrentrommeln begleitet. Marrabenta ist eine aus der portugiesischen Kolonialzeit stammende Tanzmusik. Zu den international bekanntesten Musikgruppen des Landes, die mit E-Gitarre, Bass und Schlagzeug populäre Tanzmusik spielen, gehören Mabulu, Eyuphuro, Mc Roger, Ghorwane und Kapa Dech.

### Medien
Die Nichtregierungsorganisation Reporter ohne Grenzen sieht in Mosambik eine schwierige Lage für die Pressefreiheit, obwohl die Pressefreiheit in Mosambik Verfassungsrang genießt.
Rádio Moçambique (staatliches Radio) sendet in portugiesischer und verschiedenen lokalen Sprachen. Televisão de Moçambique (staatliches Fernsehen, ein Kanal, sendet ab Nachmittag), Soico TV (privat), TV Miramar (privat)
Tages- und Wochenzeitungen:
- Notícias (Maputo), O País (Maputo), Diário de Moçambique (Beira) sowie die Faxzeitungen Mediafax, Imparcial und Vertical
- @Verdade, Domingo, Zambeze, Savana, Demos, Jornal da Tard

Die Nachrichtenagentur ist Agência de Informação de Moçambique (AIM).
Im Jahr 2022 nutzten 21,2 Prozent der Einwohner Mosambiks das Internet.

### Landeseigene Links
- Portal do Governo de Moçambique. Internetpräsenz der mosambikanischen Regierung, auf: portaldogoverno.gov.mz (portugiesisch).
- Assembleia da República. Internetpräsenz der Versammlung der Republik, auf: parlamento.mz (portugiesisch).
- Constituição da República. Verfassung des Landes (portugiesisch).
- Símbolos Oficiais. Nationalsymbole der Republik Mosambik, auf: portaldogoverno.gov.mz (portugiesisch).
- Embassy of Mozambique. Berlin Germany. Internetpräsenz der mosambikanischen Botschaft in der Bundesrepublik Deutschland, auf: embassy-of-mozambique.de (englisch).

### Landesprofil bei Ministerien deutschsprachiger Staaten
- Auswärtiges Amt (D): Mosambik auf: auswaertiges-amt.de.
- Bundesministerium für europäische und internationale Angelegenheiten (A):Länderhinweis Mosambik (Republik Mosambik) auf: bmeia.gv.at.
- Eidgenössisches Departement für auswärtige Angelegenheiten (CH): Mosambik auf: eda.admin.ch.

### Internationale Links
- United Nations: United Nations Statistics Division. Mozambique. Auf: data.un.org (englisch).
- The World Bank: Countries. Mozambique. Auf: worldbank.org (englisch).
- US-Government: CIA World Fact Book. Mozambique. Auf: cia.gov (englisch).
- Electoral Institute for Sustainable Democracy in Africa: African Democracy Encyclopaedia Project: Mozambique. Auf: eisa.org (englisch).
- WHO: Mozambique. Auf: afro.who.int (englisch, französisch, portugiesisch).
- Welternährungsprogramm der Vereinten Nationen: Mozambique. Auf: wfp.org (englisch).
- UNHCR: 2021 Mozambique. Auf: unhcr.org (englisch).
- Minority Rights Group International: Mozambique. Auf: minorityrights.org (englisch).
- UNCTAD: Catalogue of Diversification Opportunities 2022. Mozambique. Auf: unctad.org (PDF, englisch).